# جامعة كينت
جامعة كينت الولائية (بالإنجليزية:Kent State University) أو جامعة كينت، جامعة أمريكية في ولاية أوهايو أنشئت سنة 1910 وهي ممولة من الولاية. تملك الجامعة نحو ثمانية مقار موزعة عبر الشمال الشرقي للولاية. تقدم الجامعة برامجا دراسية في مختلفة، منها:
- كلية الهندسة المعمارية.
- كلية الفنون.
- كلية الطب.
- كلية التصميم البيئي.
- كلية الخدمات الصحية.
- كلية التمريض.

تمنح الجامعة درجات الزمالة والبكالوريوس والماجستير والدكتوراه.

## وصلات خارجية
- Kent State University official website
- Kent State Golden Flashes official athletics website
- Kent State University Undergraduate Student Government official website